# Haute-Saône
Haute-Saône ( fransk udtale ?) er et fransk departement i regionen Franche-Comté. Hovedbyen er Vesoul, og departementet har 229.732 indbyggere (1999).
Der er 2 arrondissementer, 17 kantoner og 542 kommuner i Haute-Saône.